# イヌミチ
『イヌミチ』は、万田邦敏監督による2014年の日本映画。

## キャスト
- 永山由里恵
- 矢野昌幸
- 小田篤
- 小田原直也
- 古屋利雄
- 茶円茜
- 古内啓子
- 中川ゆかり
- 古川博巳
- 柏原隆介
- 兵藤公美

## 製作
監督の万田邦敏にとっては『接吻』以来の長編である本作の脚本は、伊藤理絵による映画美学校脚本コース修了作品である。

## 発表
2014年、ゆうばり国際ファンタスティック映画祭に出品された。

## 評価
四方田犬彦は「『イヌミチ』で永山由里恵演じる女性は、まるでトポロジーの遊戯でもするかのようにスルリと犬に変身することで、自分の危機を乗り切る」と指摘し、本作を「ユニークな変身物語」と評した。『日本経済新聞』の古賀重樹は「ありふれた日々にぽっかりあいた心の空洞が切実に伝わる」点が「万田映画の真骨頂」であるとして5つ星満点の4つ星をつけた。